# Jökulsárgljúfur

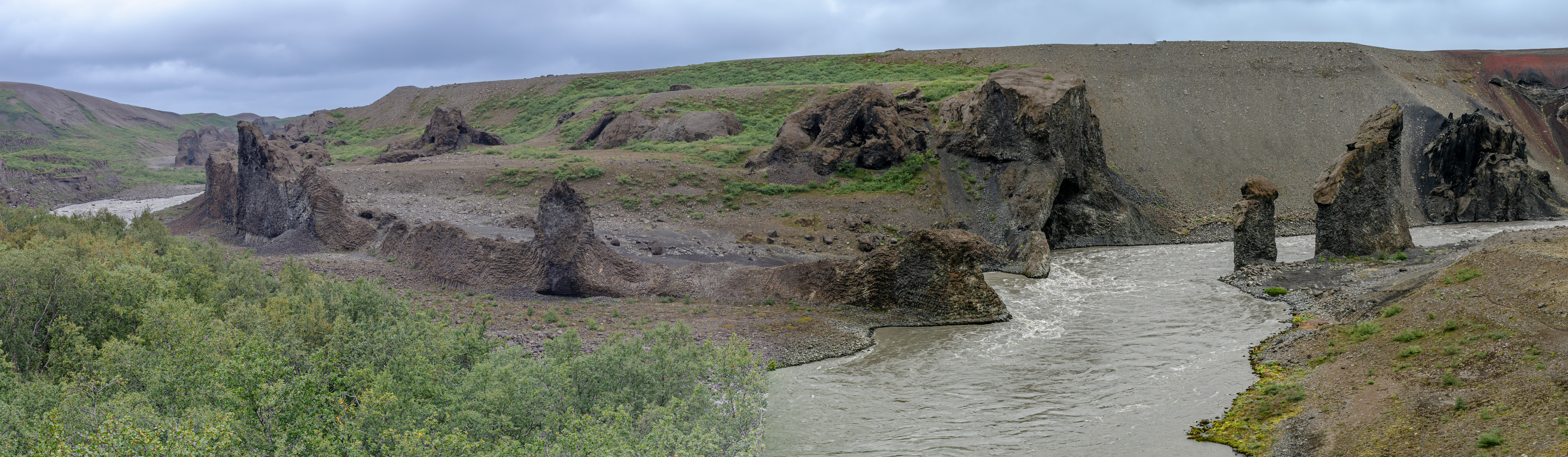
De rivier Jökulsá á Fjöllum met Karl og Kerling (kerel en oude vrouw).

Jökulsárgljúfur (kloof van de gletsjerrivier) is een onderdeel van het Nationaal park Vatnajökull, een van de vier nationale parken van IJsland. Jökulsárgljúfur is gelegen in het noorden van het land niet ver van het Mývatn meer, en wordt door de Jökulsá á Fjöllum rivier doorsneden. In deze rivier ligt ook de bekende waterval Dettifoss.
Het gebied is zeer indrukwekkend door het chaotisch gevormde ravijn en de vulkanen waarmee het omgeven is. Ongeveer 8000 jaar geleden barstte er een vulkaan uit die onder de rivier gelegen was. Dit veroorzaakte krachtige explosies door de combinatie van de zeer hete lava en het water, die de bergen rond de vulkaan gedeeltelijk weg bliezen en zo gedeeltelijk het park deden ontstaan. Rauðholar (Rode berg) is een van de mooiste bergen van het park door zijn mooie rode kleurschakeringen. De 30 kilometer lange kloof zelf is ongeveer 2.500 jaar geleden in waarschijnlijk slechts een aantal dagen ontstaan, toen tijdens een gletsjerdoorbraak vanonder de Vatnajökull-ijskap een gigantische hoeveelheid water vrijkwam met een geschat debiet van meer dan een half miljoen m³ per seconde.

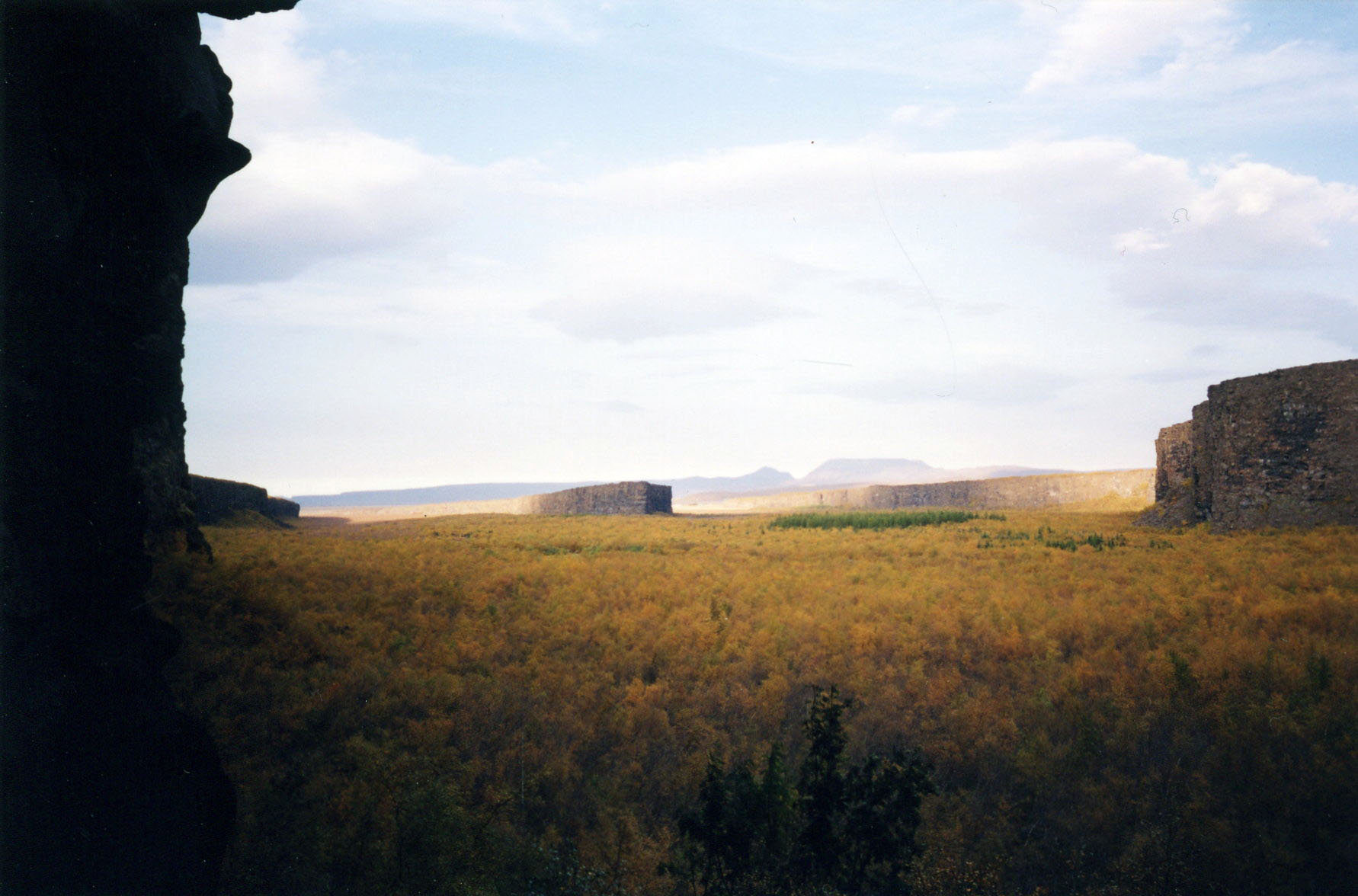
Ásbyrgi-kloof, ook wel 'Godenburcht' genoemd.

Ásbyrgi (Godenburcht) is een 4 kilometer lange V-vormige kloof met steile, tot 60 meter hoge rotswanden in het noorden van het park die de vorm van een hoef van een paard heeft. Daarvan wordt verteld dat het een hoefafdruk van Sleipnir, het achtbenige paard van Odin, is.
Verder vindt men in het park prachtige lava-rozetten; roosachtige lava afzettingen die uit de lavawand schijnen te groeien (ze ontstaan eigenlijk net zo als stalactieten). Bizarre rotsen en indrukwekkende basaltformaties sieren het park, sommige met fantasievolle namen, zoals Karl og Kerling (kerel en oude vrouw) en Kirkjan (de kerk). In het midden van het park ligt het massieve Hljóðarklettar (hetgeen zoiets als neer kletterend geluid betekent); geheel uit basalt bestaande echorotsen.